# Salem (Georgia)
Salem es un lugar designado por el censo ubicado en el condado de Upson en el estado estadounidense de Georgia. En el censo de 2000, su población era de 339.

## Geografía
Salem se encuentra ubicado en las coordenadas 32°44′55″N 84°11′56″O / 32.74861, -84.19889 (32.748609, -84.198816). Según la Oficina del Censo, la localidad tiene un área total de 21,6 km² (8,3 mi²), de la cual 21,6 km² (8,3 mi²) es tierra y 0 km² (0 mi²) (0.0%) es agua.

## Demografía
Según la Oficina del Censo en 2000 los ingresos medios por hogar en la localidad eran de $28,036, y los ingresos medios por familia eran $22,788. Los hombres tenían unos ingresos medios de $22,143 frente a los $13,500 para las mujeres. La renta per cápita para la localidad era de $12,591. 